# Thismia neptunis
Thismia neptunis Becc., 1878 è una pianta micoeterotrofica della famiglia delle Burmanniacee, endemica di Sarawak (Borneo).
Descritta nel 1878 dal botanico italiano Odoardo Beccari, questa specie, che si sviluppa nel sottosuolo e si mostra in superficie soltanto durante la fioritura, non è stata più ritrovata fino al 2017, quando un gruppo di botanici cechi è riuscito ad individuarne alcuni esemplari.

## Descrizione

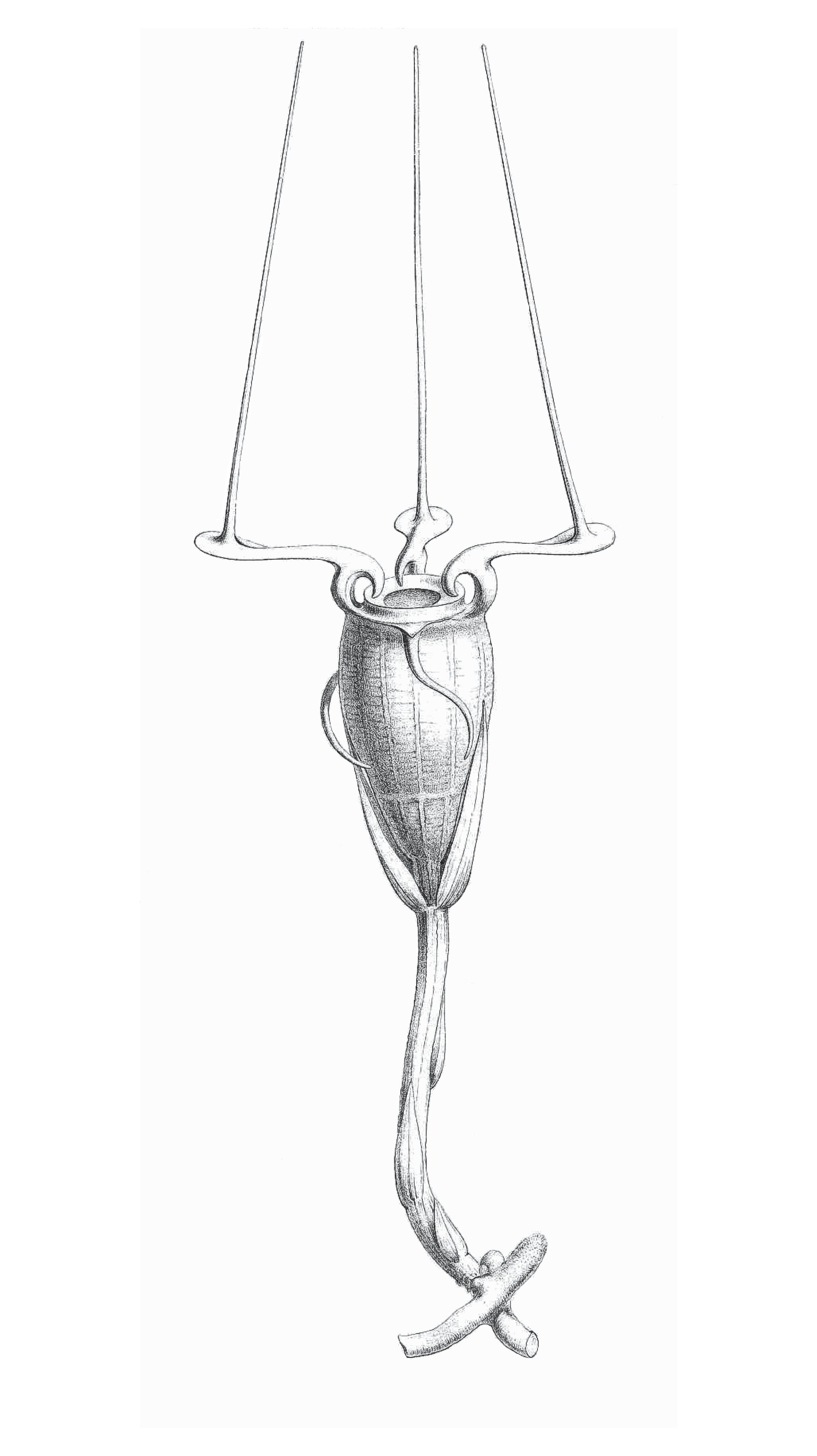
Illustrazione originale di Odoardo Beccari

È una specie erbacea priva di clorofilla, dotata di un apparato radicale vermiforme di colore bianco crema. Nel periodo della fioritura sviluppa un fusto di circa 4 cm, dotato di 3–5 foglie, triangolari, biancastre, all'apice del quale si sviluppano da 1 a 3 fiori con perianzio actinomorfo, con sei tepali fusi a formare un calice membranaceo parzialmente trasparente, lungo 12 mm e largo circa 7 mm, con 12 sottili costolature longitudinali, biancastre nella metà inferiore e di colore arancione in quella superiore; dai lobi apicali del perianzio si dipartono tre appendici filiformi lunghe circa 4,5 cm, di colore dall'arancio al bruno, simili alle antenne di un insetto.

## Distribuzione e habitat
L'areale della specie sembra essere ristretto alla foresta pluviale del monte Matang della parte occidentale del Sarawak, territorio malese nel Borneo nord-occidentale. L'area ricade all'interno del Parco nazionale di Kubah.